# چورلینا
چورلینا (به صربی: Ćurlina) یک منطقهٔ مسکونی در صربستان است که در دویواتس واقع شده‌است.